# Liste der Monuments historiques in Saint-Gilles-Croix-de-Vie
Die Liste der Monuments historiques in Saint-Gilles-Croix-de-Vie führt die Monuments historiques in der französischen Gemeinde Saint-Gilles-Croix-de-Vie auf.

## Liste der Bauwerke
| Bezeichnung           | Beschreibung | Standort        | Kennzeichnung | Schutzstatus | Datum | Bild           |
| --------------------- | ------------ | --------------- | ------------- | ------------ | ----- | -------------- |
| Kirche St-Gilles      |              | (Lage)          | PA00110239    | Inscrit      | 1926  | weitere Bilder |
| Menhir de la Tonnelle | Neolithikum  | Friedhof (Lage) | PA00110238    | Classé       | 1921  | weitere Bilder |

## Liste der Objekte

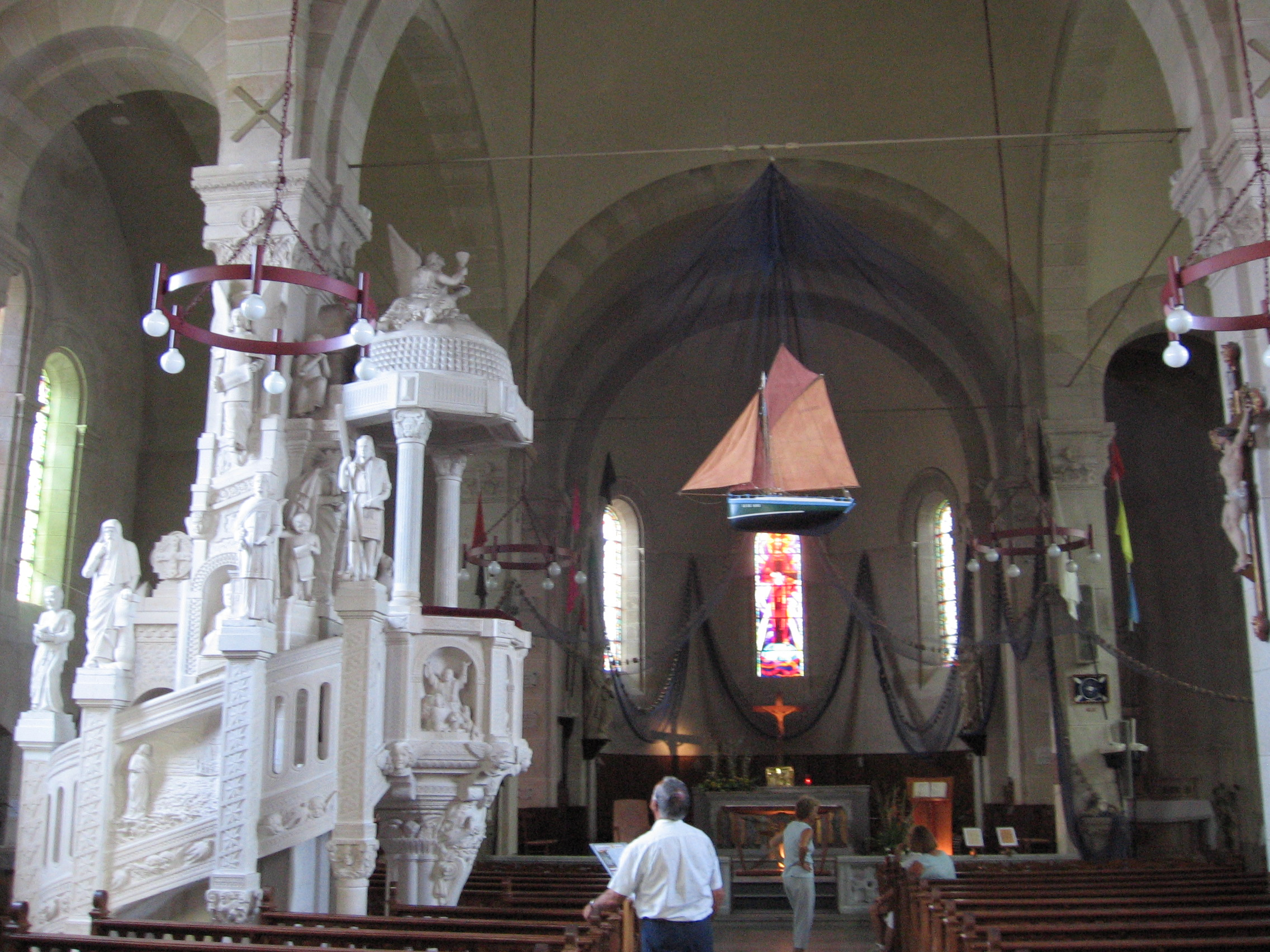
Steinkanzel in der Kirche Ste-Croix (2. Hälfte des 19. Jahrhunderts)

- Monuments historiques (Objekte) in Saint-Gilles-Croix-de-Vie in der Base Palissy des französischen Kultusministeriums